# M1127 Stryker
M1127 «Страйкер» (англ. M1127 Reconnaissance Vehicle) — колісна бойова розвідувальна машина, що перебуває на озброєнні розвідувальних підрозділів армії США, створена на базі канадсько-швейцарського бронетранспортера LAV III/Piranha III 8x8.

## Призначення
M1127 Reconnaissance Vehicle (RV) належить до сімейства бойових машин «Страйкер» й призначена для ведення розвідки, охорони та спостереження на полі бою.

## Відео
- M1126 Stryker Infantry Carrier Vehicle [Архівовано 16 листопада 2015 у Wayback Machine.]
- M1126 Stryker Infantry Carrier Vehicle (ICV) Live Fire [Архівовано 7 листопада 2014 у Wayback Machine.]
- M1127 Reconnaissance Vehicle